# Alena Potůčková
Alena Potůčková (19. března 1953, Roudnice nad Labem – 6. listopadu 2018, Praha) byla česká historička umění, kurátorka a překladatelka, v letech 2008–2018 ředitelka Galerie moderního umění v Roudnici nad Labem.

## Život
Byla dcerou sociologa PhDr. Pavla Machonina, DrSc. (1927–2008). Do 16 let navštěvovala v Roudnici Lidovou školu umění i akce, které pro studenty organizoval ředitel galerie Miloš Saxl. Po přestěhování do Prahy absolvovala gymnázium (1972) a v letech 1972–1977 studovala na Filozofické fakultě Univerzity Jana Evangelisty Purkyně v Brně dějiny umění (prof. I. Krsek, Z. Kudělka, J. Sedlář) a etnografii (prof. R. Jeřábek). Absolvovala diplomovou prací v oboru etnografie a roku 1980 obhájila doktorskou disertaci v oboru dějiny umění. V letech 1983–1984 absolvovala stipendijní pobyt ve Francii.
V letech 1977–1992 pracovala v oddělení regionálních galerií Národní galerie v Praze, od počátku 90. let tamtéž jako kurátorka sbírky moderního umění. Na popud tehdejšího ředitele Jana Sekery přešla roku 1992 do Středočeské galerie (od roku 1993 přejmenované na České muzeum výtvarných umění v Praze, ČMVU) a do roku 2008 zde působila jako kurátorka sbírky malby. Po změně vedení a přestěhování ČMVU do Kutné Hory se přihlásila do konkursu na místo uvolněné Miroslavou Hlaváčkovou a roku 2008 ji Rada Ústeckého kraje jmenovala ředitelkou Galerie moderního umění v Roudnici nad Labem. V letech 2001–2004 byla členkou, později členkou předsednictva Rady galerií a členkou komory kurátorů. V letech 2000–2005 byla členkou výboru Uměleckohistorické společnosti. Je autorkou stovek textů pro katalogy výstav a článků v odborném tisku (Výtvarná kultura, Výtvarné umění, Ateliér, Prostor Zlín, Revue Art, souborné publikace galerií, encyklopedie moderního umění).
Pokračovala v obětavé práci i v době, kdy se potýkala s vážným onemocněním. Zemřela ve věku 65 let.

## Dílo
V 80. letech připravila výstavy výtvarníků, které komunistický režim pronásledoval, v DK Sokolov (1981), GVU Roudnice (1982) a v OKD Gong Praha 9 (1983). Jako kurátorka Středočeské galerie (ČMVU) měla klíčovou roli v koncipování jejího výstavního programu a nové strategie budování sbírek, navazující na období 60. let, kdy galerii vedl Jiří Kohoutek. Sbírkotvorná činnost galerie byla předtím na dvacet let přerušena v období normalizace. Zaměřila se zejména na umění 60. let 20. století a na generačně blízké výtvarníky sedmdesátých let, zejména členy Volného seskupení 12/15 Pozdě, ale přece. Zasloužila se o doplnění hodnotné kolekce moderního a současného umění, která je jádrem nynějších sbírek Galerie středočeského kraje v Kutné Hoře. Před přesídlením do Kutné Hory neměla Středočeská galerie dostatek vlastních výstavních prostor a proto představila bohatý sbírkový fond ČMVU na řadě výstav v regionech i v zahraničí. Ve spolupráci se svou kolegyní Vlaďkou Mazačovou odborně zpracovala sbírkový fond ČMVU pro průkopnický projekt „Sbírky online“ (ProMus).
Alena Potůčková byla podrobně obeznámena s uměním, které vznikalo v období normalizace, ale nemohlo být v té době vystaveno. Spolu s Ivanem Neumannem připravila bilanční výstavu „Umění zastaveného času – Česká výtvarná scéna 1969–1985“, která byla z Prahy (ČMVU, 1996) přenesena do Brna a Chebu (1997). Na tuto výstavu navázal projekt "Umění zrychleného času. Česká výtvarná scéna 1958–1968". Zabývala se mezioborovými přesahy mezi výtvarným uměním, užitým uměním a architekturou a připravila výstavy „Folklorismy v českém výtvarném umění XX. století“, ČMVU, 2004; „Exotismy ve výtvarném umění XX. století v Čechách a na Moravě“, ČMVU, 2007 (s A. Křížovou a L. Horňákovou).
Byla autorkou první koncepce stálé expozice Galerie Středočeského kraje v Kutné Hoře, ale po změně vedení z galerie odešla. V Galerii moderního umění v Roudnici nad Labem jako ředitelka rozvíjela koncepční dramaturgii výstav v návaznosti na tamní dlouholetou tradici a vynikající sbírkový fond, který průběžně doplňovala o nové akvizice. Měla hluboký vztah k hudbě a organizováním koncertů, literárních večerů a přednášek vytvořila z galerie významné kulturně společenské centrum a přívětivé ohnisko širších komunitních souvislostí.